# 玉篇

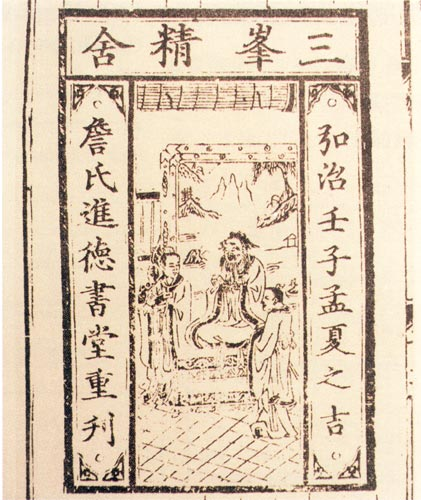
明代建阳进德堂刻印的《玉篇》（1492）

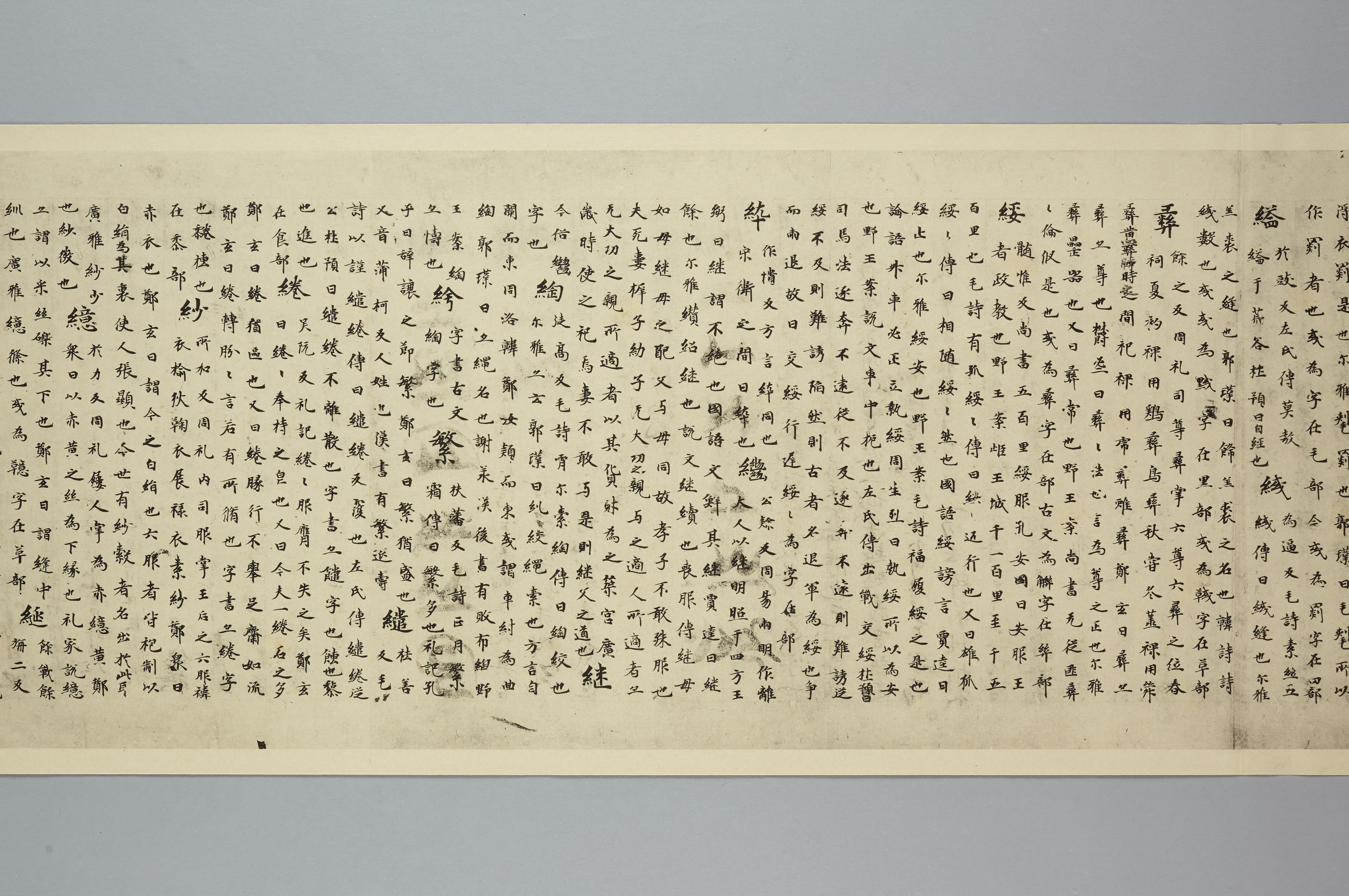
日本大津市石山寺《玉篇》第27卷(摹本)

《玉篇》是南梁顧野王所撰的一部聲韻學方面的字書，共30卷，約公元543年出版。共有542部首，收字12158个，每个字给出反切注音与释义，少数有注释。

## 內容
《玉篇》之體例仿《說文解字》，共分542部，講文字聲韻，疏隸變之流。封演《聞見記》宣稱《玉篇》共16917字。《玉篇》與《說文》不同，先出反切，點出讀音，再引用《說文》之釋義，價值更勝於《說文》。《玉篇》相較於《說文》，部首有增亦有减，少了〈哭〉〈延〉〈畫〉〈敖〉等11部，多了〈父〉〈云〉〈喿〉〈冘〉〈處〉等13部。孙愐《唐韵序》说：“及案《三苍》《尔雅》《字统》《字林》《说文》《玉篇》……并列其中。”唐代高僧慧琳的《一切經音義》中引用了大量《玉篇》。
《玉篇》是《说文》后4个世纪以来收字最多的字典，还别收了这段时间新产生的上千个新字俗字，其中有许多被简化字采用。例如《玉篇》载“萬”字有流行的俗字“万”，即被简化字采用。:116
白一平评价《玉篇》：
原本《玉篇》是一部有30卷的大作，唐宋时期涌现出许多缩略本和修订本，其中常杂有原反切；原书仅剩残卷(16917字中幸存约两千字)，传世《玉篇》不是构拟早期中古汉语音韵的可靠材料。:40–41
孫強含51129字的《玉篇》修订本（760）篇幅不及原本158641字的三分之一。1013年，宋朝学者陳彭年编写校订本《大廣益會玉篇》。日本高僧空海将一本《玉篇》原本于806年带回日本，编成《篆隶万象名义》（c. 830），它也是现存最早的日本国语辞典。

## 版本
顧氏原本在宋代已亡佚。今所傳本已非顧氏原書，自唐孫強增加字數，宋陳彭年、吳銳、邱雍等又重修，稱《大廣益會玉篇》，共有22561字。
清黎庶昌出使日本，得唐寫本四卷，注文甚詳，未經增刪，稱為《玉篇零卷》。